# گورداس مان
گورداس مان (انگلیسی: Gurdas Maan؛ زادهٔ ۴ ژانویهٔ ۱۹۵۷) بازیگر، خواننده پلی‌بک، ترانه‌نویس و نویسنده اهل هند است. وی از سال ۱۹۸۰ میلادی تاکنون مشغول فعالیت بوده‌است.

## فیلم‌شناسی
- ویر-زارا
- قربانی جاط
- شهید محبت بوتا سینگ
- فقط تو
- زندگی زیباست
- مانتو
- وارث شاه: عشق وارث
- آرامش خاطر